# Kourdaka
Kourdaka, auch Kourtaka, (griechisch Κούρτακα, türkisch Kurtağa) ist eine Gemeinde im Bezirk Paphos in der Republik Zypern. Bei der Volkszählung im Jahr 2021 hatte sie 6 Einwohner.

## Name
Laut Jack C. Goodwin könnte Kourdaka auf Griechisch so viel wie „robust“ oder „halbzerstört“ bedeuten. Die Zyperntürken behaupten hingegen, dass der Name von kurt ağa abgeleitet sei, was so viel wie „Wolfs-Agha“ bedeutet, oder auch von Kürt ağa, was so viel wie „kurdische Agha“ bedeutet. Sie behaupten zusätzlich, dass dieser Agha der Gründer des Ortes war. Im Jahr 1958 übernahmen die Zyperntürken die Kurtağa-Version als alternativen türkischen Namen für das Dorf.

## Lage und Umgebung

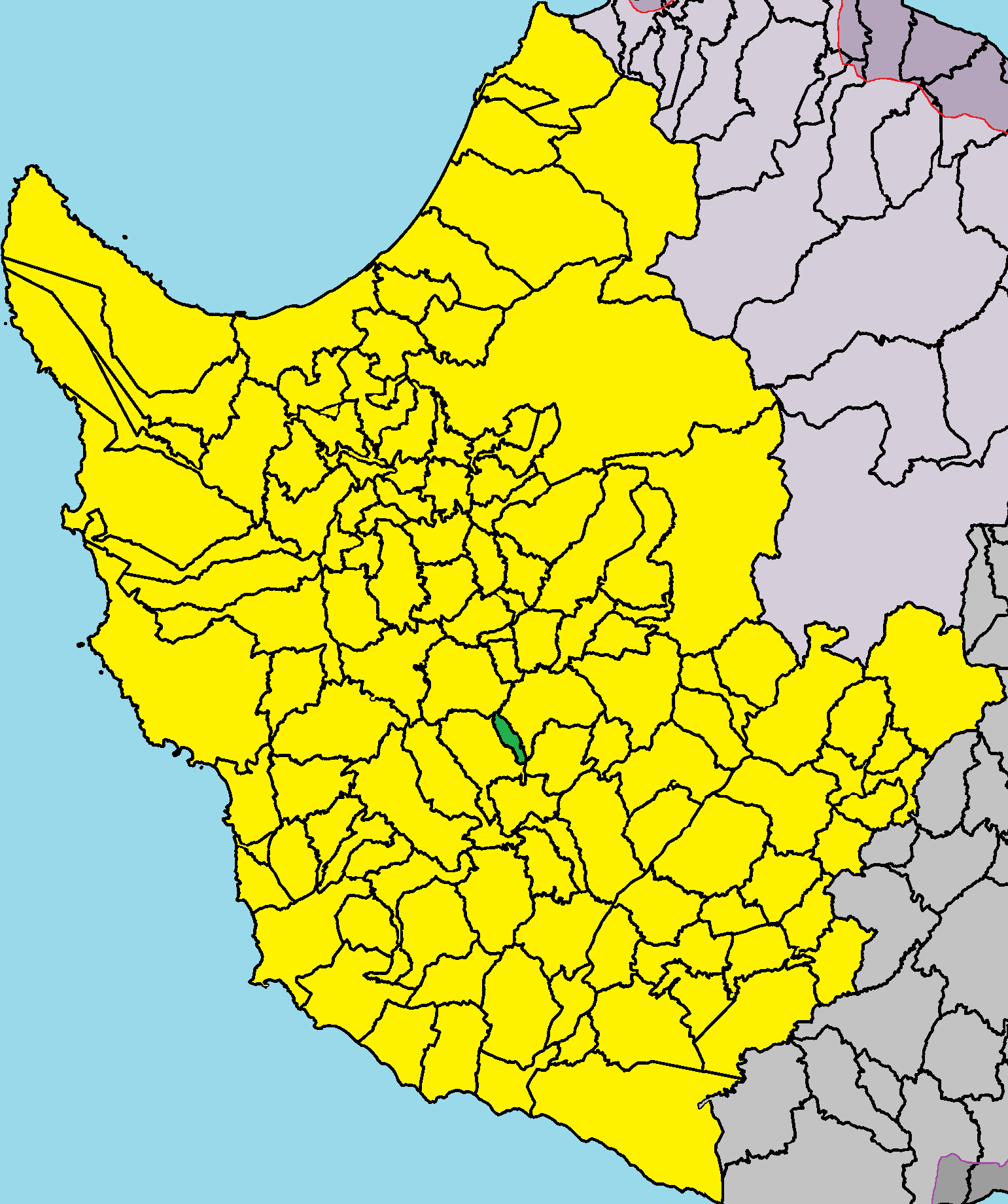
Lage im Bezirk Paphos

Kourdaka liegt im Westen der Mittelmeerinsel Zypern auf einer Höhe von etwa 380 Metern, etwa 20 Kilometer nordöstlich von Paphos, 77 Kilometer nordwestlich von Limassol und 165 Kilometer südwestlich von Nikosia. Das 1,56851 Quadratkilometer große Dorf grenzt im Nordwesten an Polemi, im Norden und Westen an Choulou, im Südosten an Lemona und im Süden und Osten an Letymvou. In der Nähe des Dorfes befindet sich der Fluss Ezousa. Das Dorf kann über die Straßen E702 und F723 erreicht werden.

## Geschichte
Kourdaka war unter fränkischer und venezianischer Herrschaft ein königliches Lehen, das den Besitzer wechselte und zwischen königlichen Familien und Feudalherren der damaligen Zeit verschenkt oder verpachtet wurde. Obwohl es sich hauptsächlich um ein griechisches Dorf handelte, änderte die Bevölkerung während der osmanischen Herrschaft im 17. und 18. Jahrhundert ihren Glauben und wurde Muslimisch, was durch Volkszählungen während der britischen Herrschaft bestätigt wurde.
2008 wurde die Siedlung von der Republik Zypern zur kommunalen Behörde erklärt.

### Bevölkerungsentwicklung
Während des interkommunalen Konflikts flohen die meisten Dorfbewohner am 3. Februar 1964 nach Pitargou. Drei Tage später wurde das Dorf Pitargou jedoch angegriffen und die Dorfbewohner von Pitargou beschlossen zusammen mit den Zyperntürken aus Kourdaka und Choulou (die auch dort Zuflucht gesucht hatten) in das Dorf Axylou zu fliehen. Sie waren davon überzeugt, dass sie sich durch den Zusammenschluss mit den Kämpfern von Axylou besser verteidigen könnten. Obwohl einige Zyperntürken aus Kourdaka bis 1975 in Axylou blieben, zwang die Überbelegung andere dazu, an anderen Orten Zuflucht zu suchen.
Im September 1975 wurden alle Zyperntürken aus Kourdaka unter UNFICYP-Eskorte evakuiert und zusammen mit Zyperntürken aus den Fluchtorten nach Nordzypern gebracht. Danach war das Dorf verlassen.
Bei der Volkszählung 1982 wurden wieder zwei Einwohner gezählt, danach wieder keine mehr. Bei der Volkszählung im Jahr 2011 wurden wieder 7 Einwohner gezählt.
Die folgende Tabelle zeigt die Bevölkerung des Dorfes, wie sie in den in Zypern durchgeführten Volkszählungen erfasst wurde.
| Jahr      | 1881 | 1891 | 1901 | 1911 | 1921 | 1931 | 1946 | 1960 | 1976 | 1982 | 1992 | 2001 | 2011 | 2021 |
| Einwohner | 53   | 59   | 33   | 33   | 33   | 28   | 41   | 38   | 0    | 2    | 0    | 0    | 7    | 6    |